# Маржангулово
Маржангу́лово (рос. Маржангулово, башк. Мәрйәмғол) — присілок у складі Дуванського району Башкортостану, Росія. Входить до складу Арієвської сільської ради.
Населення — 231 особа (2010; 220 у 2002).
Національний склад:
- башкири — 96 %